# Teorema di Hahn-Kolmogorov
In teoria della misura, il teorema di Hahn-Kolmogorov stabilisce che data un'algebra di sottoinsiemi di un insieme X, ed una funzione a valori reali non negativi, nulla sul vuoto, e numerabilmente additiva (nel senso che se l'unione di una famiglia numerabile appartiene ancora all'algebra allora per questa famiglia vale la σ-additività), esiste un'unica misura che la estende alla σ-algebra generata dall'algebra di partenza.
Il primo a dimostrare il teorema fu Fréchet, ma la sua dimostrazione non usava il teorema di Carathéodory. La dimostrazione più moderna, qui riportata, è stata scoperta indipendentemente da Hahn e Kolmogorov. Per questo motivo il teorema si può trovare in letteratura sotto il nome di Hahn (da non confondere col teorema di decomposizione di Hahn) o Hahn-Kolmogorov. Spesso, comunque, non viene neanche assegnato un nome, o lo si chiama semplicemente teorema di estensione.

## Enunciato
Sia {\displaystyle \mathbf {A} } un'algebra di sottoinsiemi di {\displaystyle X} e {\displaystyle \mu _{0}:\mathbf {A} \to [0,\infty ]} una funzione σ-additiva, nel senso che se {\displaystyle \{A_{i}\}} è una famiglia numerabile di elementi disgiunti di {\displaystyle \mathbf {A} } e l'unione di tutti gli {\displaystyle A_{i}} sta in {\displaystyle \mathbf {A} } allora:
{\displaystyle \mu _{0}\left(\bigcup _{i=1}^{\infty }A\right)=\sum _{i=1}^{\infty }\mu _{0}(A_{i})}
e tale che {\displaystyle \mu _{0}(\emptyset )=0} (si dice che {\displaystyle \mu _{0}} è una premisura, o semplicemente misura se non c'è pericolo di confusione). 
Indicata con {\displaystyle M(\mathbf {A} )} la σ-algebra generata da {\displaystyle \mathbf {A} }, esiste una misura {\displaystyle \mu } su {\displaystyle M(\mathbf {A} )} che estende {\displaystyle \mu _{0}}, cioè tale che ristretta ad {\displaystyle \mathbf {A} } è uguale a {\displaystyle \mu _{0}}.
Se {\displaystyle \mu _{0}} è sigma-finita, cioè esiste una famiglia numerabile {\displaystyle \{A_{i}\}\subset \mathbf {A} } che ricopre {\displaystyle X}, con {\displaystyle \mu _{0}(A_{i})<\infty } per ogni {\displaystyle i}, allora l'estensione è unica.

## Dimostrazione
La dimostrazione si divide in due parti. Nella prima si dimostra l'esistenza costruendo una misura esterna in modo da poter usare il teorema di Carathéodory, e poi si verifica che la misura esterna ristretta ad {\displaystyle \mathbf {A} } è uguale a {\displaystyle \mu _{0}} e che gli elementi di {\displaystyle \mathbf {A} } sono misurabili. La seconda parte si occupa invece dell'unicità nel caso in cui {\displaystyle \mu _{0}} è σ-finita nel senso indicato nell'enunciato.

### Esistenza

#### Misura esterna e teorema di Carathéodory
La funzione {\displaystyle \mu ^{*}:P(X)\to [0,\infty ]} costruita a partire da {\displaystyle \mu _{0}} è definita come:
{\displaystyle \mu ^{*}(E):=\inf \left\{\sum _{i=1}^{\infty }\mu _{0}(A_{i}):\ \{A_{i}\}_{i=1}^{\infty }\subset \mathbf {A} ,\ E\subset \bigcup _{i=1}^{\infty }A_{i}\right\}}
e gode delle tre proprietà di una misura esterna (monotonia, subadditività numerabile, assegna 0 al vuoto). Il teorema di Carathéodory fornisce allora uno spazio di misura completo {\displaystyle (X,\mathbf {M} ,\mu )}, dove:
{\displaystyle \mathbf {M} :=\{B\subset X:\ \mu ^{*}(E)=\mu ^{*}(E\cap B)+\mu ^{*}(E\cap B^{c})\ \forall E\subset X\}}
è una σ-algebra e {\displaystyle \mu } è la restrizione di {\displaystyle \mu ^{*}} a {\displaystyle \mathbf {M} }.

#### μ* ristretta ad A è uguale aμ0
Si vuole dimostrare che per ogni {\displaystyle A} in {\displaystyle \mathbf {A} } vale:
{\displaystyle \mu _{0}(A)=\mu ^{*}(A):=\inf \sum \mu _{0}(A_{i})}
dove l'inf è preso su tutte le famiglie numerabili {\displaystyle \{A_{i}\}\subset \mathbf {A} } che ricoprono {\displaystyle A}. In particolare, prendendo la famiglia {\displaystyle \{A,\emptyset ,\emptyset ,\dots \}} si ha subito:
{\displaystyle \mu ^{*}(A)\leq \mu _{0}(A)}
Sia {\displaystyle \{A_{i}\}\subset \mathbf {A} } una famiglia che ricopre {\displaystyle A}. L'idea per ottenere l'altra disuguaglianza è che se si prende la famiglia disgiunta associata {\displaystyle \{A_{i}\}} si può spezzare {\displaystyle \mu _{0}(A)} sfruttando la σ-additività (sempre nel senso indicato nell'enunciato) di {\displaystyle \mu _{0}}, da lì in poi si tratta di sfruttare semplici maggiorazioni. Si ricorda che ad ogni famiglia {\displaystyle \{A_{i}\}} è associata una famiglia {\displaystyle \{B_{i}\}} di insiemi a coppie disgiunti tale che l'unione dei primi n {\displaystyle A_{i}} è uguale a quella dei primi n {\displaystyle B_{i}}, questo per tutti gli n naturali. Tale famiglia si ottiene ponendo {\displaystyle B_{i}\equiv A_{i}-(A_{i-1}\cup \dots \cup A_{1})}. Per quanto detto l'unione di tutti i {\displaystyle B_{i}} contiene {\displaystyle A}, quindi:
{\displaystyle \mu _{0}(A)=\mu _{0}\left(\bigcup _{i=1}^{\infty }(A\cap B_{i})\right)=\sum _{i=1}^{\infty }\mu _{0}(A\cap B_{i})\leq \sum _{i=1}^{\infty }\mu _{0}(B_{i})\leq \sum _{i=1}^{\infty }\mu _{0}(A_{i})}
dove le diseguaglianze seguono dalla monotonia di {\displaystyle \mu _{0}}. Ora, questo vale per qualsiasi {\displaystyle \{A_{i}\}\subset \mathbf {A} } che ricopre {\displaystyle A}, quindi:
{\displaystyle \mu _{0}(A)\leq \mu ^{*}(A)}

#### M contiene A
Dimostrare che {\displaystyle A\in \mathbf {A} } sta in {\displaystyle \mathbf {M} } significa dimostrare che:
{\displaystyle \ \mu ^{*}(E)=\mu ^{*}(E\cap A)+\mu ^{*}(E\cap A^{c})}
qualsiasi sia {\displaystyle E\subset X}. Per farlo si approssima {\displaystyle \mu ^{*}(E)} usando una famiglia {\displaystyle \{A_{i}\}\subset \mathbf {A} } che copre {\displaystyle E}, poi con {\displaystyle A} si spezza l'approssimazione invece che {\displaystyle E}, così da poter usare l'additività di {\displaystyle \mu _{0}}. Nel dettaglio, per ogni {\displaystyle \epsilon >0} esiste una famiglia {\displaystyle \{A_{i}\}} che copre {\displaystyle E} e tale che:
{\displaystyle \mu ^{*}(E)+\epsilon \geq \sum _{i=1}^{\infty }\mu _{0}(A_{i})=\sum _{i=1}^{\infty }\mu _{0}(A_{i}\cap A)+\sum _{i=1}^{\infty }\mu _{0}(A_{i}\cap A^{c})\geq \mu ^{*}(E\cap A)+\mu ^{*}(E\cap A^{c})}
dove l'uguaglianza si ottiene scrivendo {\displaystyle A_{i}} come {\displaystyle (A_{i}\cap A)\cup (A_{i}\cap A^{c})} e usando l'additività di {\displaystyle \mu _{0}}, mentre la seconda disuguaglianza si ottiene notando che {\displaystyle \{A_{i}\cap A\}} è un ricoprimento di {\displaystyle E\cap A}, e analogamente per {\displaystyle E\cap A^{c}}. Si nota che essendo {\displaystyle \epsilon } arbitrario:
{\displaystyle \mu ^{*}(E)\geq \mu ^{*}(E\cap A)+\mu ^{*}(E\cap A^{c})}
L'altra disuguaglianza è regalata dalla subadditività di {\displaystyle \mu ^{*}}:
{\displaystyle \mu ^{*}(E)=\mu ^{*}((E\cap A)\cup (E\cap A^{c}))\leq \mu ^{*}(E\cap A)+\mu ^{*}(E\cap A^{c})}

#### Conclusione
Ricapitolando, partendo da {\displaystyle \mu _{0}} si è costruita una misura esterna {\displaystyle \mu ^{*}} che ristretta alla σ-algebra {\displaystyle \mathbf {M} } è una misura {\displaystyle \mu }. Si è dimostrato che l'algebra {\displaystyle \mathbf {A} } è contenuta in {\displaystyle \mathbf {M} } e che {\displaystyle \mu } sugli elementi di {\displaystyle \mathbf {A} } si comporta come la premisura {\displaystyle \mu _{0}} da cui si era partiti. Per concludere la prima parte del teorema si nota che essendo {\displaystyle M(\mathbf {A} )} la più piccola σ-algebra contenente {\displaystyle \mathbf {A} }, ed {\displaystyle \mathbf {A} \subset \mathbf {M} }, si ha {\displaystyle M(\mathbf {A} )\subset \mathbf {M} }. Se con abuso di notazione si continua a denotare con {\displaystyle \mu } la misura su {\displaystyle \mathbf {M} } ristretta ad {\displaystyle M(\mathbf {A} )}, lo spazio di misura {\displaystyle (X,M(\mathbf {A} ),\mu )} è, per quanto detto, quello cercato.
In generale, mentre {\displaystyle (X,M,\mu )} è completo (fa parte della tesi del teorema di Carathéodory), lo spazio {\displaystyle (X,M(\mathbf {A} ),\mu )} può benissimo non esserlo (un esempio noto si ha quando {\displaystyle M(\mathbf {A} )} è la σ-algebra dei boreliani di {\displaystyle \mathbb {R} ^{n}} e {\displaystyle \mu } è la misura di Lebesgue).

### Unicità
In questa parte si suppone che {\displaystyle \mu _{0}} sia σ-finita nel senso indicato nell'enunciato. Sia {\displaystyle \nu } una misura su {\displaystyle M(\mathbf {A} )} che estende {\displaystyle \mu _{0}}, mentre si continua ad indicare con {\displaystyle \mu } la misura, sempre su {\displaystyle M(\mathbf {A} )}, costruita sopra. Per dimostrare che sono uguali si comincia usando la σ-finitezza per restringersi a lavorare in uno spazio di misura finita. Sia {\displaystyle \{A_{i}\}\subset \mathbf {A} } una famiglia di insiemi di misura finita la cui unione è {\displaystyle X}. Si può supporre che gli {\displaystyle A_{i}} siano a coppie disgiunti (al limite basta prendere la famiglia {\displaystyle \{B_{i}\}} con {\displaystyle B_{i}\equiv A_{i}-(A_{i-1}\cup \dots \cup A_{1})} al posto di {\displaystyle {A_{i}}} ).  Le due misure danno lo stesso valore ad un insieme misurabile {\displaystyle A} se e solo se concordano su tutte le intersezioni {\displaystyle A\cap A_{i}}, perché in questo caso sarebbe:
{\displaystyle \mu (A)=\sum _{i=1}^{\infty }\mu (A\cap A_{i})=\sum _{i=1}^{\infty }\nu (A\cap A_{i})=\nu (A)}
Ci si è ridotti a dover dimostrare che se {\displaystyle B\in \mathbf {A} } ha misura finita e {\displaystyle A\in M(\mathbf {A} )} è contenuto in {\displaystyle B}, allora {\displaystyle \mu (A)=\nu (A)}. Per confrontare le due misure, si consideri una famiglia {\displaystyle \{C_{i}\}\subset \mathbf {A} } che ricopre {\displaystyle A}. Si ha:
{\displaystyle A\subset \bigcup _{i=1}^{\infty }C_{i}}
da cui:
{\displaystyle \nu (A)\leq \sum _{i=1}^{\infty }\nu (C_{i})=\sum _{i=1}^{\infty }\mu _{0}(C_{i})}
e quindi {\displaystyle \nu (A)\leq \mu (A)} perché la disuguaglianza vale per tutte le famiglie {\displaystyle \{C_{i}\}\subset \mathbf {A} } che coprono {\displaystyle A} e {\displaystyle \mu (A)} è l'inf dei termini di destra. Ma vale anche {\displaystyle \nu (B-A)\leq \mu (B-A)}. Ricordando che {\displaystyle B} sta in {\displaystyle \mathbf {A} } e spezzandolo come {\displaystyle (B-A)\cup A} si conclude:
{\displaystyle \mu (B)=\nu (B)=\nu (B-A)+\nu (A)\leq \nu (B-A)+\mu (A)\leq \mu (B)}
cioè:
{\displaystyle \nu (B-A)+\nu (A)=\nu (B-A)+\mu (A)}
da cui:
{\displaystyle \nu (A)=\mu (A)}